# Есекс (окръг, Ню Джърси)
Вижте пояснителната страница за други значения на Есекс.
Есекс (на английски: Essex) е окръг в североизточната част на щата Ню Джърси, Съединени американски щати. Площта му е 334 km2, а населението – 796 914 души (2016). Окръгът е част от градската агломерация около Ню Йорк. Най-голям град и административен център е Нюарк.